# Spiracme nigromaculata
Spiracme nigromaculata is een spinnensoort uit de familie van de krabspinnen (Thomisidae).
De wetenschappelijke naam van de soort werd in 1884 als Xysticus nigromaculatus gepubliceerd door Eugen von Keyserling.